# Kathleen Munroe
Kathleen Munroe (* 9. April 1982 in Hamilton, Ontario) ist eine kanadische Schauspielerin.

## Leben
Kathleen Munroe wurde am 9. April 1982 in Hamilton in der kanadischen Provinz Ontario geboren. Sie ist für ihre Rollen in Call Me Fitz (2010–2013), Accidental Friendship (2008) und Survival of the Dead (2009) bekannt. Sie lebt in Los Angeles.

## Auszeichnungen
Sie hat 2010 den ACTRA Toronto Award für „Outstanding Performance“ in Flashpoint – Das Spezialkommando gewonnen. Daneben wurde sie für ihre Rolle in Call Me Fitz auf dem Monte-Carlo TV Festival in der Kategorie „Outstanding Actress in a Comedy Series“ 2011 und 2012 nominiert. Für dieselbe Serie wurde sie 2011 für einen Gemini Award in der Kategorie „Best Ensemble Performance in a Comedy Program or Series“ nominiert (zusammen mit Jason Priestley, Ernie Grunwald, Peter MacNeill, Tracy Dawson, Donavon Stinson, Brooke Nevin, Huse Madhavji und Shaun Shetty).

## Filmografie (Auswahl)
- 2004: Die Eroberer der Neuen Welt (Ice Age Columbus: Who were the first Americans)
- 2005–2006: Beautiful People (Fernsehserie, 15 Episoden)
- 2007: The Dresden Files (Fernsehserie, Episode 1x03)
- 2007, 2012: Supernatural (Fernsehserie, 2 Episoden)
- 2007: Moonlight (Fernsehserie, Episode 1x09)
- 2008: Accidental Friendship
- 2008: Cold Case – Kein Opfer ist je vergessen (Cold Case, Fernsehserie, Episode 5x15)
- 2008–2012: CSI: NY (Fernsehserie, 4 Episoden)
- 2009: Survival of the Dead
- 2009: Without a Trace – Spurlos verschwunden (Without a Trace, Fernsehserie, Episode 7x20)
- 2010, 2012: Republic of Doyle – Einsatz für zwei (Republic of Doyle, Fernsehserie, 2 Episoden)
- 2010–2011: Stargate Universe (Fernsehserie, 4 Episoden)
- 2010–2011: Haven (Fernsehserie, 4 Episoden)
- 2010–2013: Call Me Fitz (Fernsehserie, 32 Episoden)
- 2014–2015: Resurrection (Fernsehserie, 16 Episoden)
- 2015: Motive (Fernsehserie, Episode 3x10)
- 2015–2018: Patriot (Fernsehserie, 18 Episoden)
- 2016: Scorpion (Fernsehserie, Episode 2x24)
- 2016: Navy CIS: New Orleans (NCIS: New Orleans, Fernsehserie, Episode 2x19)
- 2016: The Void – Es gibt eine Hölle. Dies hier ist schlimmer. (The Void)
- 2017: Law & Order: Special Victims Unit (Fernsehserie, Episode 19x03)
- 2018: Birdland
- 2018: Knuckleball
- 2019: The Car – Road to Revenge
- 2019: Elsewhere
- 2019: Chicago Med (Fernsehserie, Episode 5x04)
- 2019: Chicago P.D. (Fernsehserie, Episode 7x04)
- 2019: Strangers (Fernsehserie, 3 Episoden)
- 2020: A Perfect Plan
- 2020: S.W.A.T. (Fernsehserie, Episode 3x18)
- 2020–2022: FBI (Fernsehserie, 8 Episoden)
- 2023: Law & Order: Organized Crime (Fernsehserie, 2 Episoden)
- 2023: City on Fire (Fernsehserie, 8 Episoden)
- seit 2024: Law & Order Toronto: Criminal Intent (Fernsehserie)
- 2024: High Potential (Fernsehserie, Episode 1x05)
- 2025: The Dogs